# 4 травня
4 травня — 124-й день року (125-й у високосні роки) в григоріанському календарі. До кінця року залишається 241 день.

## Свята і пам'ятні дні

### Міжнародні
- Всесвітній день щедрості.
- День боротьби з цькуванням (Anti-Bullying Day).
- День пожежників.
- День безкоштовних коміксів.
- День невисоких людей.
- День об'єднання рук.

### Національні
- Намібія: День Кассінгі.
- Латвія: День відновлення незалежності.
- Японія: День зелені або Мідорі-но хі. (みどりの日)
- КНР,  Фіджі: День молоді.
- Тонга: День наслідного принца.
- Словаччина: День пам'яті Мілана Ростислава Штефаника.
- Нідерланди: День пам'яті та поминання.
- Афганістан: День пам'яті мучеників і постраждалих в Афганістані.
- Тайвань: Літературний день в Китайській Республіці.
- США: День незалежності в штаті Род-Айленд (1776).  День зацукрованої апельсинової кірки. День птахів.

### Неофіційні
- День «Зоряних війн». День Народження Йоди.
- США: День Дейва Брубека.

### Релігійні

#### Християнство
День Святого Флоріана, Покровителя міста Шаргород.
Православні:
- Мучениці Пелагеї, діви Тарсійської.
- Священномученика Еразма, єпископа Формійського.
- Священномученика Альвіана, єпископа Анейського, та учнів його.
- Священномученика Сильвана, єпископа Газького, і з ним 40 мучеників.

#### Джедаїзм
- День Народження Йоди

##### Іменини
- ✝  Католицькі: Флоріан.
- ✙ Православні: Пелагея[1].

## Події
- 1415 — Констанцький собор ухвалив спалити тіло англійського теолога Джона Вікліфа, померлого за 21 рік до цього
- 1807 — Франція та Персія уклали Фінкенштайнський договір, що поклав початок Франко-Перського альянсу проти Великої Британії та Російської імперії.
- 1838 — діячі культури викупили з кріпацької неволі Тараса Шевченка
- 1848 — відкрилися Установчі збори Франції
- 1863 — початок будівництва Одеської залізниці на ділянці Одеса-Балта довжиною 257 верст
- 1878 — в будівлі оперного театру Томас Алва Едісон вперше продемонстрував винайдений ним фонограф
- 1904 — США отримали зону Панамського каналу в безстрокове володіння
- 1904 — в Англії Генрі Ройс і Чарльз Роллс почали виробництво автомобілів під назвою «Роллс-ройс»

- 1915 — закінчився бій за гору Маківка, який тривав майже тиждень — перший великий бій Українських січових стрільців.
- 1979 — Маргарет Тетчер стає прем'єр-міністром Великої Британії, першою жінкою- прем'єром Великої Британії.
- 1986 — зона евакуації навколо Чорнобиля збільшена до 30 кілометрів
- 1990 — Президія Верховної Ради Української РСР постановила перейменувати Ворошиловград на Луганськ[2]
- 2023 — під час російсько-української війни війська української ППО за допомогою ЗРК Patriot вперше в історії збили російську гіперзвукову балістичну ракету «Кинджал».

## Народились
Дивись також Категорія:Народились 4 травня
- 1611 — Карло Райнальді, італійський архітектор, один з тих, які внесли найбільший внесок у формування образу Риму епохи бароко.
- 1622 — Хуан де Вальдес Леаль, іспанський художник, графік, скульптор і архітектор епохи бароко.
- 1655 — Бартоломео Крістофорі, італійський музичний майстер. Винахідник фортепіано.
- 1770 — Франсуа Жерар, французький художник і графік доби класицизму і ампіру.
- 1772 — Фрідріх Арнольд Брокгауз, німецький видавець, засновник видавничої фірми «Брокгауз».
- 1825 — Томас Генрі Гакслі, англійський природознавець, зоолог.
- 1852 — Аліса Лідделл, прототип персонажа Аліси з книги Льюїса Керрола «Аліса в країні чудес», а також один із прототипів героїні в книзі «Аліса в Задзеркаллі»).
- 1889 — Марія Тессейр-Донець, українська оперна співачка.
- 1890 — Микола Бурлюк, український письменник, теоретик мистецтва. Брат Давида Бурлюка, Володимира Бурлюка та Людмили Бурлюк-Кузнецової.
- 1899 — Фрітц фон Опель, промисловець, ракетний піонер та мотогонщик. Онук Адама Опеля, виробника швейних машин і велосипедів, засновника компанії «Опель».
- 1900 — Антун Августинчич, хорватський скульптор.
- 1929 — Одрі Гепберн, американська акторка.
- 1934 — Тетяна Самойлова, радянська акторка, володарка головного призу Каннського кінофестивалю.
- 1950 — Євген Прокопов, український скульптор, автор Пам'ятнику на вшанування Небесної сотні та всіх загиблих Героїв України, м. Блумінгдейл, поблизу Чикаго, (США).
- 1972 — Майк Дернт, бас-гітарист і бек-вокаліст групи Green Day. Його справжнє ім'я Майкл Райан Прічард.
- 1981 — Даллон Уікс, бас-гітаріст та вокаліст групи IdkHow. Екс-учасник груп The Brobecks та Panic! At the Disco.
- 1988 — Олександр Абраменко, український фристайліст.

## Померли

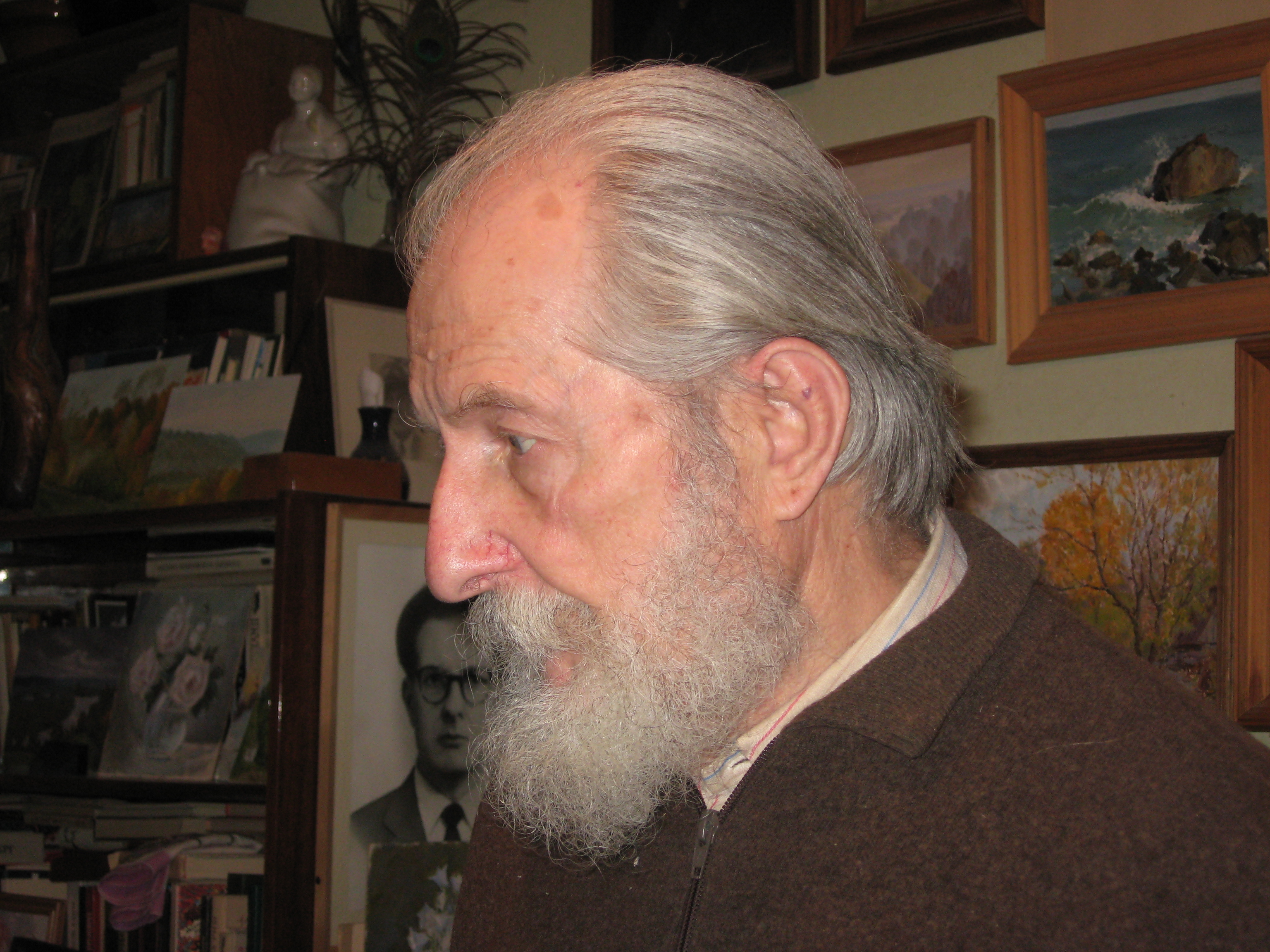
Геннадій Польовий (Могила)

Дивись також Категорія:Померли 4 травня
- 1722 — Клод Жилло, французький художник і гравер.
- 1737 — Фердинанд Кеттлер, герцог Курляндії і Семигалії.
- 1953 — Холодний Микола Григорович український ботанік і мікробіолог.
- 1962 — Вадим Меллер, український художник-авангардист (кубофутурист, конструктивіст), сценограф, дизайнер театральних костюмів, ілюстратор та архітектор.
- 1991 — Євген Лисик, український театральний художник.
- 2017 — Геннадій Польовий (Могила), український художник-графік, публіцист.